# Anna Elizabeth Dickinson
Pour les articles homonymes, voir Dickinson.
Anna Elizabeth Dickinson (28 octobre 1842 – 22 octobre 1932) est une militante abolitionniste et féministe américaine. Oratrice de talent, elle participe activement à la campagne du parti républicain précédant les élections de 1864 et devient l’année suivante la première femme du pays à s’adresser au Congrès des États-Unis.

## Biographie

### Enfance
Anna Elizabeth Dickinson naît à Philadelphie dans une famille quaker et abolitionniste. Son père, un militant de l'American anti-slavery society, meurt alors qu’elle n'a que deux ans. Elle est élevée avec ses trois frères et sa sœur par sa mère Mary Edmundson. Dès l’âge de quatorze ans, elle adresse une lettre au Liberator, l’organe de la cause antiesclavagiste dirigé par William Lloyd Garrison pour protester contre le sort réservé à une institutrice du Kentucky, licenciée pour avoir publié des écrits abolitionnistes. En dépit de son jeune âge, elle place son argumentation sur le terrain de la défense de la liberté de la presse.
À dix-sept ans, elle intervient pour la première fois en public lors d’un débat sur le thème des « droits et des torts des femmes » (woman’s rights and wrongs). Depuis les bancs de la salle elle signifie avec véhémence son désaccord avec l’opinion émise par l’un des intervenants. Ses interventions dans les débats publics philadelphiens se multiplient et lui ouvrent les portes de la tribune principale. En 1860, elle prend pour la première fois place à la table des orateurs lors d’une réunion de la Pennsylvania Anti-slavery Society.

### Une oratrice remarquée
En 1861, elle obtient un emploi au United States Mint, l'organisme qui produit et met en circulation les pièces de monnaie des États-Unis mais elle en est licenciée peu après  pour avoir critiqué le comportement de George McClellan, le général en chef des armées de l'Union, à la bataille de Ball's Bluff .
À une époque où les orateurs tiennent une place très importante dans la vie publique des villes du nord du pays, elle gagne une réputation d’oratrice éloquente et persuasive, une des rares femmes à s’adresser ouvertement à la foule pour débattre des questions brûlantes du moment. Si avant le début de la guerre de Sécession, elle limite ses interventions à la question de l’esclavage, elle aborde par la suite l’ensemble des questions d’actualité, au premier chef desquels figure la guerre elle-même.
L’intensité de ses discours, sa jeunesse et sa fougue attirent l’attention des médias comme des autres abolitionnistes. Le très influent William Lloyd Garrison lui garantit son soutien. En 1862, il lui offre de mener une série de conférences parrainées par la Massachusetts Anti-Slavery Society avant de l’introduire dans la ville de Boston qui fait alors figure de centre de gravité de l’abolitionnisme américain.
Pendant la campagne présidentielle de 1863, Dickinson est engagée pour mener campagne pour plusieurs candidats républicains dans les États de New York, de Pennsylvanie, du New Hampshire et du Connecticut. Elle prend position en faveur de la préservation de l’Union et de la plate-forme abolitionniste des Républicains radicaux, n’hésitant pas à l’occasion à égratigner Abraham Lincoln pour sa modération sur la question de l’esclavage.
En 1864, à seulement 21 ans, elle devient la première femme des États-Unis à s'adresser à la Chambre des représentants, dont elle reçoit une ovation.

### Après la guerre
Après la guerre de Sécession, elle reste pendant près d’une décennie une des oratrices les plus connues du pays. Elle publie également un roman, What answer (1868), sur le thème du mariage interracial, se tournant ensuite vers le théâtre, à la fois comme dramaturge et comme actrice. En 1891, sa sœur, Susan Dickinson, parvient à la faire interner. Après un bref séjour dans un hôpital psychiatrique, elle s’engage dans une série de batailles légales contre les personnes qui l’ont faite interner et les journaux qui ont clamé qu’elle était folle. Elle passera le restant de sa vie dans un relatif anonymat à New York.